# Pandora formicae
Pandora formicae är en svampart som först beskrevs av Humber & Balazy, och fick sitt nu gällande namn av Humber 1989. Pandora formicae ingår i släktet Pandora och familjen Entomophthoraceae.   Inga underarter finns listade i Catalogue of Life.